# NGC 3180
NGC 3180 je zvjezdana asocijacija u zviježđu Velikom medvjedu.

## Vanjske poveznice
- SEDS: NGC 3180